# 로 (행정 구역)
로(路)는 송나라부터 금나라까지 중세 중국의 지방 행정 구획의 최고 단위이다. 원나라에서는 부와 함께 행중서성휘하의 행정구역으로 떨어졌다. 때때로 분할·병합이 행하여져 숫자는 일정하지 않지만, 북송에서는 거의 20로 전후이며 남송에서는 15로, 6로였다. 노에는 전운사(轉運使)·안무사(安撫使)·제점형옥공사(提點刑獄公事)·제거다염공사(提擧茶塩公事) 등 4인의 장관이 있어서 각각 재정·군사·사법·전매를 분담했다. 이들을 모두 합하여 감사(監司)라고 말한다. 독자적인 관할 구역은 없으며 소속 행정 구획 단위인 부(府)·주(州)·군(軍)·감(監)을 감독했다. 

## 로 목록

### 송
| 로명     | 로명     | 로명     | 로명     |
| -------- | -------- | -------- | -------- |
| 하북동로 | 경서북로 | 회남서로 | 기주로   |
| 하북서로 | 경서남로 | 양절로   | 재주로   |
| 하동로   | 영흥군로 | 강남동로 | 성도부로 |
| 경동동로 | 진봉로   | 강남서로 | 복건로   |
| 경동서로 | 이주로   | 형호북로 | 광남동로 |
| 경기로   | 회남동로 | 형호남로 | 광남서로 |

### 금
| 로명   | 로명     | 로명     | 로명     | 로명   |
| ------ | -------- | -------- | -------- | ------ |
| 상경로 | 임황부로 | 하북서로 | 하동북로 | 부연로 |
| 함평로 | 서경로   | 대명부로 | 하동남로 | 경원로 |
| 동경로 | 중도로   | 산동동로 | 경조부로 | 임조로 |
| 북경로 | 하북동로 | 산동서로 | 봉상로   |        |

### 원
각 행중서성문서 참조.